# Список деталей рельєфу астероїда 4 Веста

Анімація обертання Вести, зібрана зі знімків космічного апарата Dawn

Деталі рельєфу астероїда 4 Веста були зняті міжпланетною станцією Dawn, яка працювала на орбіті навколо астероїда в 2011—2012 роках.

## Коментарі

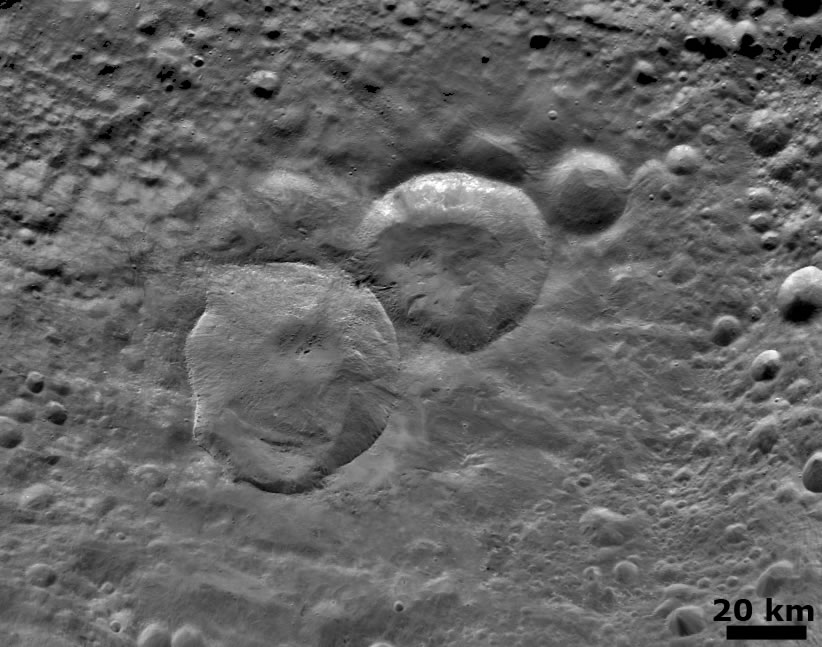
«Сніговик» на Весті

## Кратери
| Українська назва | Латинська назва       | Розмір, км | Координаты                                                        | Походження назви                                                                   | #      |
| ---------------- | --------------------- | ---------- | ----------------------------------------------------------------- | ---------------------------------------------------------------------------------- | ------ |
| Белліція         | Bellicia              | 34         | 37° пн. ш. 47° сх. д. / 37° пн. ш. 47° сх. д.                     | Римська весталка (бл. III ст.)                                                     | [ 1 ]  |
| Капарронія       | Caparronia            | 54         | 35°43′ пн. ш. 317°02′ сх. д. / 35.71° пн. ш. 317.03° сх. д.       | Весталка (пом. 266 до н. е.)                                                       | [ 2 ]  |
| Клавдія          | Claudia               | 0,7        | 1°36′ пд. ш. 4°00′ зх. д. / 1.6° пд. ш. 4° зх. д.                 | Весталка (бл. 143 до н. е.)                                                        | [ 3 ]  |
| Доміція          | Domitia               | 25         | 37° пн. ш. 172° зх. д. / 37° пн. ш. 172° зх. д.                   | Весталка (бл. 10—19)                                                               | [ 4 ]  |
| Флоронія         | Floronia/Laronia      | 20         | 36° пн. ш. 56° зх. д. / 36° пн. ш. 56° зх. д.                     | Весталка (пом. 216 до н. е.)                                                       | [ 5 ]  |
| Геганія          | Gegania               | 44         | 4° пн. ш. 61° сх. д. / 4° пн. ш. 61° сх. д.                       | Весталка                                                                           | [ 6 ]  |
| Марція           | Marcia                | 58         | 10° пн. ш. 170° зх. д. / 10° пн. ш. 170° зх. д.                   | Весталка (пом. 113 до н. е.)                                                       | [ 7 ]  |
| Нумізія          | Numisia               | 30         | 7° пд. ш. 247° сх. д. / 7° пд. ш. 247° сх. д.                     | Весталка (бл. 204)                                                                 | [ 8 ]  |
| Оппія            | Oppia                 | 34         | 8° пд. ш. 51° зх. д. / 8° пд. ш. 51° зх. д.                       | Весталка (пом. 483 до н. е.)                                                       | [ 9 ]  |
| Пінарія          | Pinaria               | 37         | 29° пд. ш. 32° сх. д. / 29° пд. ш. 32° сх. д.                     | Весталка (бл. 600 до н. е.)                                                        | [ 10 ] |
| Реясильвия       | Rheasilvia            | 500        | 75° пд. ш. 59° зх. д. / 75° пд. ш. 59° зх. д.                     | Рея Сільвія (бл. 770 до н. е.), римська весталка, мати Ромула і Рема               | [ 11 ] |
| Секстилія        | Sextilia              | 20         | 39° пд. ш. 146° сх. д. / 39° пд. ш. 146° сх. д.                   | Весталка (пом. 274/273 до н. е.)                                                   | [ 12 ] |
| Тукція           | Tuccia                | 12         | 40° пд. ш. 163° зх. д. / 40° пд. ш. 163° зх. д.                   | Весталка (III ст. до н. е.)                                                        | [ 13 ] |
| Урбінія          | Urbinia               | 24         | 30° пд. ш. 84° зх. д. / 30° пд. ш. 84° зх. д.                     | Весталка                                                                           | [ 14 ] |
| Кальпурнія       | Calpurnia             | 50         | 16°42′ пн. ш. 160°36′ зх. д. / 16.7° пн. ш. 160.6° зх. д.         | Весталка (бл. III ст.)                                                             | [ 15 ] |
| Корнелія         | Cornelia              | 15         | 9°18′ пд. ш. 134°30′ зх. д. / 9.3° пд. ш. 134.5° зх. д.           | Весталка (бл. 23)                                                                  | [ 16 ] |
| Єлена            | Flavia Iulia Helena   | 22         | 41°24′ пд. ш. 122°30′ сх. д. / 41.4° пд. ш. 122.5° сх. д.         | Олена Константинопольська (бл. 350—330), мати імператора Костянтина Великого       | [ 17 ] |
| Мінуція          | Minucia               | 21,5       | 20°12′ пн. ш. 152°36′ зх. д. / 20.2° пн. ш. 152.6° зх. д.         | Весталка (бл. 337 до н. е.)                                                        | [ 18 ] |
| Северина         | Ulpia Severina        | 33         | 75°30′ пд. ш. 121°48′ сх. д. / 75.5° пд. ш. 121.8° сх. д.         | Весталка (бл. 240)                                                                 | [ 19 ] |
| Тарпея           | Tarpeia               | 41         | 69°30′ пд. ш. 29°00′ сх. д. / 69.5° пд. ш. 29° сх. д.             | Весталка (VIII ст. до н. е.)                                                       | [ 20 ] |
| Вібідія          | Vibidia               | 7,6        | 26°54′ пд. ш. 140°00′ зх. д. / 26.9° пд. ш. 140° зх. д.           | Весталка (бл. 48)                                                                  | [ 21 ] |
| Елія             | Aelia Oculata         | 4,3        | 14°12′ пд. ш. 140°42′ сх. д. / 14.2° пд. ш. 140.7° сх. д.         | Весталка (бл. 87)                                                                  | [ 22 ] |
| Антонія          | Antonia Minor         | 17,4       | 58°54′ пд. ш. 159°12′ зх. д. / 58.9° пд. ш. 159.2° зх. д.         | Антонія Молодша (36 до н. е. — 37), відома римлянка, дочка Марка Антонія й Октавії | [ 23 ] |
| Аквілія          | Iulia Aquillia Severa | 36,8       | 49°42′ пд. ш. 41°00′ сх. д. / 49.7° пд. ш. 41° сх. д.             | Юлія Аквілія Севера (бл. 218), весталка                                            | [ 24 ] |
| Аррунция         | Arruntia              | 11,2       | 39°24′ пн. ш. 71°36′ сх. д. / 39.4° пн. ш. 71.6° сх. д.           | Весталка (бл. 70 до н. е.)                                                         | [ 25 ] |
| Канулея          | Canuleia              | 11,2       | 33°42′ пд. ш. 65°30′ зх. д. / 33.7° пд. ш. 65.5° зх. д.           | Одна з перших весталок                                                             | [ 26 ] |
| Друзілла         | Iulia Drusilla        | 21         | 15°06′ пд. ш. 98°36′ зх. д. / 15.1° пд. ш. 98.6° зх. д.           | Юлія Друзілла (16—38), відома римлянка, друга дочка Германіка та Агрипіни          | [ 27 ] |
| Евсебія          | Eusebia               | 26         | 42°12′ пд. ш. 155°30′ зх. д. / 42.2° пд. ш. 155.5° зх. д.         | Відома римлянка, друга дружина імператора Констанція II                            | [ 28 ] |
| Фабія            | Fabia                 | 12         | 15°36′ пн. ш. 95°00′ зх. д. / 15.6° пн. ш. 95° зх. д.             | Єдиноутробна сестра першої дружини Цицерона, весталка (73—58 до н. е.)             | [ 29 ] |
| Юстина           | Iustina               | 7          | 34°24′ пд. ш. 42°00′ зх. д. / 34.4° пд. ш. 42° зх. д.             | Відома римлянка, друга дружина імператора Валентиніана I                           | [ 30 ] |
| Лелія            | Laelia                | 9,2        | 46°48′ пд. ш. 140°30′ сх. д. / 46.8° пд. ш. 140.5° сх. д.         | Весталка (бл. 62)                                                                  | [ 31 ] |
| Лепіда           | Aemilia Lepida        | 44         | 16°42′ пн. ш. 53°12′ зх. д. / 16.7° пн. ш. 53.2° зх. д.           | Весталка (бл. 25)                                                                  | [ 32 ] |
| Ліцинія          | Licinia               | 23,8       | 23°30′ пн. ш. 17°24′ сх. д. / 23.5° пн. ш. 17.4° сх. д.           | Весталка (пом. 113 до н. е.)                                                       | [ 33 ] |
| Окція            | Occia                 | 7,2        | 15°24′ пд. ш. 18°24′ сх. д. / 15.4° пд. ш. 18.4° сх. д.           | Старша весталка (38 до н. е. — 19)                                                 | [ 34 ] |
| Октавія          | Octavia               | 30         | 3°18′ пд. ш. 147°00′ сх. д. / 3.3° пд. ш. 147° сх. д.             | Весталка (III ст.)                                                                 | [ 35 ] |
| Публіція         | Flavia Poblicia       | 15,9       | 14°30′ пн. ш. 84°24′ сх. д. / 14.5° пн. ш. 84.4° сх. д.           | Флавія Публіція (бл. 213), весталка                                                | [ 36 ] |
| Рубрія           | Rubria                | 10         | 7°24′ пд. ш. 18°24′ сх. д. / 7.4° пд. ш. 18.4° сх. д.             | Весталка (бл. 54)                                                                  | [ 37 ] |
| Сканция          | Scantia               | 20,2       | 29°30′ пн. ш. 85°24′ сх. д. / 29.5° пн. ш. 85.4° сх. д.           | Весталка (бл. 40 до н. е. — 23)                                                    | [ 38 ] |
| Серена           | Serena                | 18,6       | 20°30′ пд. ш. 120°42′ сх. д. / 20.5° пд. ш. 120.7° сх. д.         | Серена (бл. 400), відома римлянка, племінниця імператора Феодосія                  | [ 39 ] |
| Сосія            | Sossia                | 8,2        | 36°48′ пд. ш. 74°12′ зх. д. / 36.8° пд. ш. 74.2° зх. д.           | Весталка                                                                           | [ 40 ] |
| Тейя             | Teia Rufina           | 6,6        | 3°24′ пд. ш. 89°00′ зх. д. / 3.4° пд. ш. 89° зх. д.               | Тейа Євфросина Руфіна (бл. 200), весталка                                          | [ 41 ] |
| Вененея          | Veneneia              | 450        | 48° пд. ш. 54° зх. д. / 48° пд. ш. 54° зх. д.                     | Одна з перших весталок                                                             | [ 42 ] |
| Альбана          | Albana                | 96         | 74°00′ пн. ш. 54°18′ сх. д. / 74° пн. ш. 54.3° сх. д.             | Весталка                                                                           | [ 43 ] |
| Домна            | Iulia Domna           | 13         | 11°00′ пд. ш. 75°48′ сх. д. / 11° пд. ш. 75.8° сх. д.             | Юлия Домна (пом. 217), дружина імператора Септимія Севера                          | [ 44 ] |
| Євтропія         | Eutropia              | 21         | 22°24′ пн. ш. 105°00′ сх. д. / 22.4° пн. ш. 105° сх. д.           | Евтропия (бл. 324), дружина імператора Максиміана                                  | [ 45 ] |
| Фонтея           | Fonteia               | 20,8       | 53°06′ пд. ш. 141°18′ сх. д. / 53.1° пд. ш. 141.3° сх. д.         | Весталка (бл. 69)                                                                  | [ 46 ] |
| Галерія          | Galeria Fundana       | 21         | 29°54′ пд. ш. 131°36′ сх. д. / 29.9° пд. ш. 131.6° сх. д.         | Галерия Фундана (бл. 30 — после 69), дружина імператора Вітеллія                   | [ 47 ] |
| Евмахія          | Eumachia              | 26,8       | 0°06′ пд. ш. 167°06′ сх. д. / 0.1° пд. ш. 167.1° сх. д.           | Евмахія (бл. I ст.), жриця та відома ромадянка Помпей                              | [ 48 ] |
| Мія              | Myia                  | 2,7        | 50°30′ пд. ш. 106°12′ сх. д. / 50.5° пд. ш. 106.2° сх. д.         | Дружина Мілона Кротонського                                                        | [ 49 ] |
| Мамілія          | Mamillia              | 35,6       | 48°24′ пн. ш. 292°12′ сх. д. / 48.4° пн. ш. 292.2° сх. д.Весталка | Весталка (бл. 240)                                                                 | [ 50 ] |
| Пауліна          | Aurelia Paulina       | 19         | 11°00′ пн. ш. 343°06′ сх. д. / 11° пн. ш. 343.1° сх. д.           | Аврелія Пауліна, пожиттєва жриця Артеміды Пергейської                              | [ 51 ] |
| Помпонія         | Pomponia              | 63         | 70°00′ пн. ш. 114°12′ сх. д. / 70° пн. ш. 114.2° сх. д.           | Весталка (бл. 213)                                                                 | [ 52 ] |
| Торквата         | Manlia Torquata       | 35         | 46°24′ пн. ш. 354°00′ сх. д. / 46.4° пн. ш. 354° сх. д.           | Весталка (бл. 48)                                                                  | [ 53 ] |

## Куполи
| Українська назва | Латинська назва | Розмір, км | Координати                                                | походження назви                                                              | #      |
| ---------------- | --------------- | ---------- | --------------------------------------------------------- | ----------------------------------------------------------------------------- | ------ |
| купол Лукарії    | Lucaria Tholus  | 22         | 13° пд. ш. 104° сх. д. / 13° пд. ш. 104° сх. д.           | Лукарії — давньоримське свято, що відзначалося 19 липня.                      | [ 54 ] |
| купол Аріція     | Aricia Tholus   | 37         | 12°06′ пн. ш. 161°48′ сх. д. / 12.1° пн. ш. 161.8° сх. д. | Римське місто (нинішня Аричча, Італія)                                        | [ 55 ] |
| купол Брумалії   | Brumalia Tholus | 47         | 6°18′ пд. ш. 274°00′ сх. д. / 6.3° пд. ш. 274° сх. д.     | Брумалії — давньоримське свято, яке відзначалося у день зимового сонцестояння | [ 56 ] |

## Борозни
| Українська назва   | Латинська назва   | Розмір, км | Координати                                                | походження назви                                                    | #      |
| ------------------ | ----------------- | ---------- | --------------------------------------------------------- | ------------------------------------------------------------------- | ------ |
| борозни Дівалії    | Divalia Fossae    | 440        | 10°30′ пд. ш. 38°00′ сх. д. / 10.5° пд. ш. 38° сх. д.     | Дивалії — давньоримське свято, яке відзначалося 21 грудня.          | [ 57 ] |
| борозни Сатурналії | Saturnalia Fossae | 341        | 31°30′ пн. ш. 256°48′ сх. д. / 31.5° пн. ш. 256.8° сх. д. | Сатурналії — давньоримське свято, що відзначалося з 17 по 23 грудня | [ 58 ] |

## Земля
| Українська назва | Латинська назва | Розмір, км | Координати                                    | походження назви                                                 | #      |
| ---------------- | --------------- | ---------- | --------------------------------------------- | ---------------------------------------------------------------- | ------ |
| Земля Весталії   | Vestalia Terra  | 350        | 5° пд. ш. 247° сх. д. / 5° пд. ш. 247° сх. д. | Весталії — давньоримське свято, що відзначалося з 7 по 15 червня | [ 59 ] |

## Рівнина
| Українська назва | Латинська назва  | Розмір, км | Координати                                    | походження назви                                            | #      |
| ---------------- | ---------------- | ---------- | --------------------------------------------- | ----------------------------------------------------------- | ------ |
| рівнина Фералії  | Feralia Planitia | 270        | 4° пн. ш. 312° сх. д. / 4° пн. ш. 312° сх. д. | Фералії — давньоримське свято, яке відзначалося 21 лютого . | [ 60 ] |

## Уступи
| Українська назва | Латинська назва  | Розмір, км | Координати                                                | походження назви                                                                             | #      |
| ---------------- | ---------------- | ---------- | --------------------------------------------------------- | -------------------------------------------------------------------------------------------- | ------ |
| уступ Агоналії   | Agonium Rupes    | 108        | 53°18′ пд. ш. 166°42′ сх. д. / 53.3° пд. ш. 166.7° сх. д. | Агоналії — давньоримське свято, що відзначалося 9 січня, 17 березня, 21 травня та 11 грудня. | [ 61 ] |
| уступ Матроналії | Matronalia Rupes | 208        | 49°30′ пд. ш. 82°42′ сх. д. / 49.5° пд. ш. 82.7° сх. д.   | Матроналії — давньоримське свято, яке відзначалося 1 березня.                                | [ 62 ] |

## Ланцюжки кратерів
| Українська назва    | Латинська назва  | Розмір, км | Координати                                                | походження назви                | #      |
| ------------------- | ---------------- | ---------- | --------------------------------------------------------- | ------------------------------- | ------ |
| ланцюжок Альбалонга | Albalonga Catena | 148        | 7°41′ пд. ш. 284°47′ сх. д. / 7.68° пд. ш. 284.78° сх. д. | Альба-Лонга, римське місто      | [ 63 ] |
| ланцюжок Робігалії  | Robigalia Catena | 78         | 14°06′ пд. ш. 230°06′ сх. д. / 14.1° пд. ш. 230.1° сх. д. | Робігалії — давньоримське свято | [ 64 ] |

## Гряди
| Українська назва | Латинська назва | Розмір, км | Координати                                                | походження назви       | #      |
| ---------------- | --------------- | ---------- | --------------------------------------------------------- | ---------------------- | ------ |
| гряди Лавінія    | Lavinium Dorsum | 92         | 27°36′ пн. ш. 319°24′ сх. д. / 27.6° пн. ш. 319.4° сх. д. | Лавиній, римське місто | [ 65 ] |